# Лачер-Лауэндорф, Юлиус фон
Юлиус Лачер фон Лауэндорф (нем. Julius Latscher von Lauendorf; 22 июля 1846, Иглау, — 2 августа 1909, Зальцбург) — австро-венгерский военачальник, министр ландвера Цислейтании в 1906—1907. Барон (с 1907).

## Жизнь и карьера
Окончил Терезианскую военную академию, в чине лейтенанта зачислен в инженерные войска. В 1868—1869 годах учился в военной школе; в 1870 году получил чин обер-лейтенанта и был направлен на службу в Генеральный штаб.
С 1877 года он служил в штабе корпуса в Вене. С 1881 года — майор, начальник штаба 29-й пехотной дивизии. С 1887 года — начальник штаба 5-го армейского корпуса. 27 апреля 1893 года назначен генеральным инспектором инженерных войск. В 1897 году удостоен чина фельдмаршал-лейтенанта. В 1899 году возведён в наследственное дворянское достоинство с добавлением к фамилии титула «фон Лауэндорф».
С 9 апреля 1905 года — откомандированный генерал в 9-м армейском корпусе (место дислокации — Йозефштадт). В том же году получил чин фельдцейхмейстера, назначен членом Тайного совета.
28 октября 1906 года Юлиус Лачер фон Лауэндорф назначен министром ландвера Цислейтании. 1 января 1907 года в результате парламентского конфликта освобождён от должности и одновременно возведён в баронское достоинство. В начале 1909 года вышел в отставку и через несколько месяцев скончался.
Лачер состоял в браке с Антуанеттой, урождённой фон Калленберг (1863—1944).